# Iša Krejčí

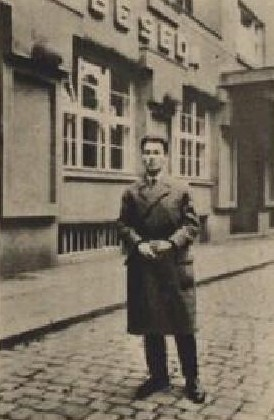
Iša Krejčí (1904–1968)

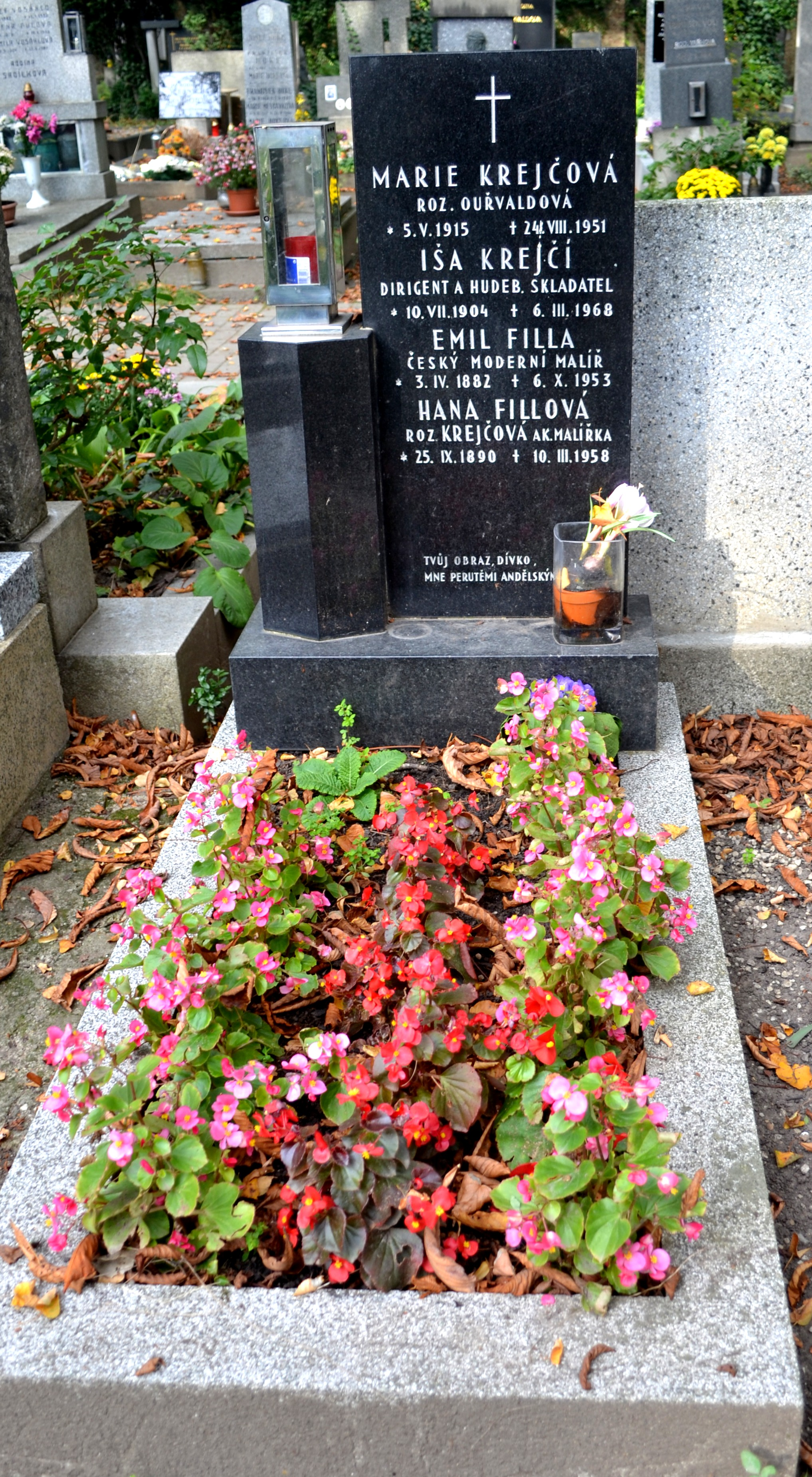
Grab von Iša Krejčí, Marie Krejčová, Hana und Emil Filla auf dem Friedhof Prag-Střešovice

Iša Krejčí (* 10. Juli 1904 in Prag; † 6. März 1968 ebenda) war ein tschechischer Komponist und Dirigent.

## Leben
Iša Krejčí war Sohn des Philosophen und Universitätsprofessors František Krejči sen. Ursprünglich ebenfalls František getauft, wurde sein Vorname aufgrund der Häufigkeit innerhalb der Familie bald auf Iša František und schließlich Iša abgeändert. Nach der Reifeprüfung am Akademischen Gymnasium studierte er 1923–1927 Geschichte, Ästhetik (Otakar Zich) und Musikwissenschaft (Zdeněk Nejedlý) an der Prager Karls-Universität sowie Klavier bei Albín Šíma, Dirigieren bei Pavel Dědeček, Formenlehre und Instrumentation bei Jaroslav Křička und Komposition bei Karel Boleslav Jirák am Prager Konservatorium. In der Folge absolvierte er 1927–1929 an diesem Institut Meisterklassen in Komposition bei Vítězslav Novák und Dirigieren bei Václav Talich. Bereits ab 1924 arbeitete er als Musikkritiker. 1928–1932 war er Korrepetitor und Dirigent am Slowakischen Nationaltheater in Bratislava. Durch die Ästhetik der Groupe des Six und Igor Strawinskys inspiriert, gründete Krejči 1932 mit Musikerfreunden die nach dem Maler Josef Mánes (1820–1871) benannte „Mánes-Gruppe“, die sich in ihren Zielsetzungen und Veranstaltungen an den Idealen der französischen Komponisten orientierte und bis Ende der 1930er-Jahre existierte. Zu dieser Zeit festigte sich auch sein eigener, am Neoklassizismus orientiert Stil.
1933/1934 wirkte Krejčí als Dirigent am Tschechischen Nationaltheater Prag. 1934–1945 war er Dirigent und Aufnahmeleiter beim Rundfunk, wobei er neben Bedřich Smetana insbesondere zeitgenössische tschechische und westeuropäische Komponisten pflegte. Parallel dazu war er 1936–1945 auch Dirigent der Amateurvereinigung „Orchestrální sdružení“ (Orchesterverein). Unmittelbar nach dem Ende des Zweiten Weltkrieges wurde er Direktor der Oper am Theater von Olmütz, die unter seiner Leitung eine Blütezeit erlebte. Die Benennung der dortigen Elementarschule für Kunst (Základní umělecká škola) im Jahr 2000 und eines 1987 gegründeten Kammerorchesters nach Krejči belegen die postume Wertschätzung. 1958 verließ er Olmütz und wurde Operndramaturg am Prager Nationaltheater. Parallel dazu war er in der Saison 1964/1965 auch künstlerischer Berater der Oper am Theater von České Budějovice. Iša Krejčí starb am 6. März 1968 und wurde auf dem Friedhof von Prag-Střešovice bestattet.

## Werke (Auswahl)

### Bühne
- Kleines Ballett nach einem Stoff von Vítězslav Nezval (1926)
- Aufruhr in Ephesus. Opera buffa nach Shakespeares Die Komödie der Irrungen, Libretto: Josef Bachtík (1939–43)
- Antigone. Szenische Kantate nach der Tragödie von Sophokles (1933, rev. 1959–1962)
- Temno (Dunkelheit). Opernszenen nach Alois Jiráseks gleichnamigem Historienroman (1944–1952)

### Gesang und Orchester
- Zpěv zástupů. Fuge nach einem Text von Josef Hora für gemischten Chor und großes Orchester (1925/1948)
- Z dudáckého kraje (Aus der Region der Dudelsackpfeifer). Liederbouquet nach der Volksliedsammlung von Karel Weis für Sopran, Tenor, Bariton und großes Orchester (1939)
- Geistliche Lieder für die Weihnachtszeit für Kinderchor oder gemischten Chor mit Orchester und Orgel (1939)
- Militärlieder aus der Region Záhoří  für Sopran, Tenor, Männerchor und Orchester (1950)

### Orchesterwerke
- Sinfonietta – Divertimento (1929)
- Suite aus einer Komischen Oper (1933)
- Suite (1939–1940)
- 20 Variationen über ein eigenes Thema im Stil eines Volkslieds (1946–1947)
- Serenade (1948–1950)
- Sinfonie Nr. 1 D-Dur (1954–1955)
- Sinfonie Nr. 2 Cis-Dur (1956–1957)
- Sinfonie Nr. 3 D-Dur (1961–1963)
- Sinfonie Nr. 4 (1966)
- Vivat Rossini. Konzertante Ouvertüre

### Kammer- oder Streichorchester
- Kleine Suite für Streichorchester

### Instrumentalkonzerte
- Concertino für Klavier mit Begleitung von Blasinstrumenten (1935)
- Concertino für Violine mit Begleitung von Blasinstrumenten (1936)
- Concertino für Violoncello und Orchester (1939/1940)

### Duos und Kammermusik
- Divertimento (Cassation) für Flöte, Klarinette, Trompete und Fagott (1925)
- Sonatine für Klarinette und Klavier (1929–1930)
- Trio-Divertimento für Oboe, Klarinette und Fagott (1935)
- Trio für Klarinette, Kontrabass und Klavier (1936)
- Divertimento für Nonett (1937)
- Streichquartett Nr. 2 d-Moll (1953)
- Streichquartett Nr. 3 „In memoriam meines Vaters“ (1960)
- Sonatina concertante für Violoncello und Klavier (1961)
- Bläserquintett (1964)
- Streichquartett Nr. 5 (1967)

### Klavier solo
- Sonatine (1934)
- Tři scherzina (1953)

### Lied
- Fünf Lieder nach Texten von Vítězslav Nezval (1926/1927)
- Sechs Lieder nach Texten von Jan Neruda für Bariton und Klavier oder Orchester (1931)
- Imitationen tschechischer Lieder nach Texten von František Ladislav Čelakovský für Tenor und Bläserquintett (1936)
- Fünf Lieder nach Texten von Jan Amos Komenský für Gesang und Klavier (1938)
- Fünf Lieder nach Texten von Vítězslav Nezval (1926/1927)
- Vier Lieder nach Texten von Jan Neruda (1939/1940)

### Chor
- Vier Madrigale nach Worten von Karel Hynek Mácha für Tenor, kleinen gemischten Chor und Klavier (1936)
- Vier Chöre im traditionellen Stil nach Worten tschechischer Dichter für Männerchor a cappella (1966/1967)

## CD-Diskographie (Auswahl)
- Serenade – Tschechische Philharmonie, Dirigent: Karel Ančerl – auf: Great Conductors of the 20th Century. Karel Ančerl (2 CD, EMI, 2002)
- Sinfonie Nr. 2, Serenade – Tschechische Philharmonie, Dirigent: Karel Ančerl – auf: Great Conductors of the 20th Century. Karel Ančerl (Supraphon, 2005)
- „Co laska je?“ aus der Oper Pozdvizeni v Efesu – Zdeněk Otava (Bariton), Prager Radiosinfonieorchester, Dirigent: Iša Krejčí – auf: Zdeněk Otava. Czech Opera Arias and Songs (2 CD, Arco Diva, 2014)
- Tři scherzina – Tomáš Víšek (Klavier) – auf: Tomáš Víšek. České moderní klavírní miniatury (Supraphon, 2015)
- Serenade – Südwestfunk-Orchester Baden-Baden, Dirigent: Karel Ančerl – auf: Karel Ančerl dirigiert Josef Suk und Iša Krejčí (SWR Classic, 2018)
- Trio-Divertimento – Bläsertrio des Tschechischen Rundfunks – auf: Trio Českého rozhlasu (Supraphon, 2020)
- Sinfonie Nr. 1, Sinfonie Nr. 3 – Tschechische Philharmonie, Dirigent: Karel Ančerl – auf: Karel Ančerl. Live Recordings (15 CD, Supraphon, 2022)